# BMW・E9

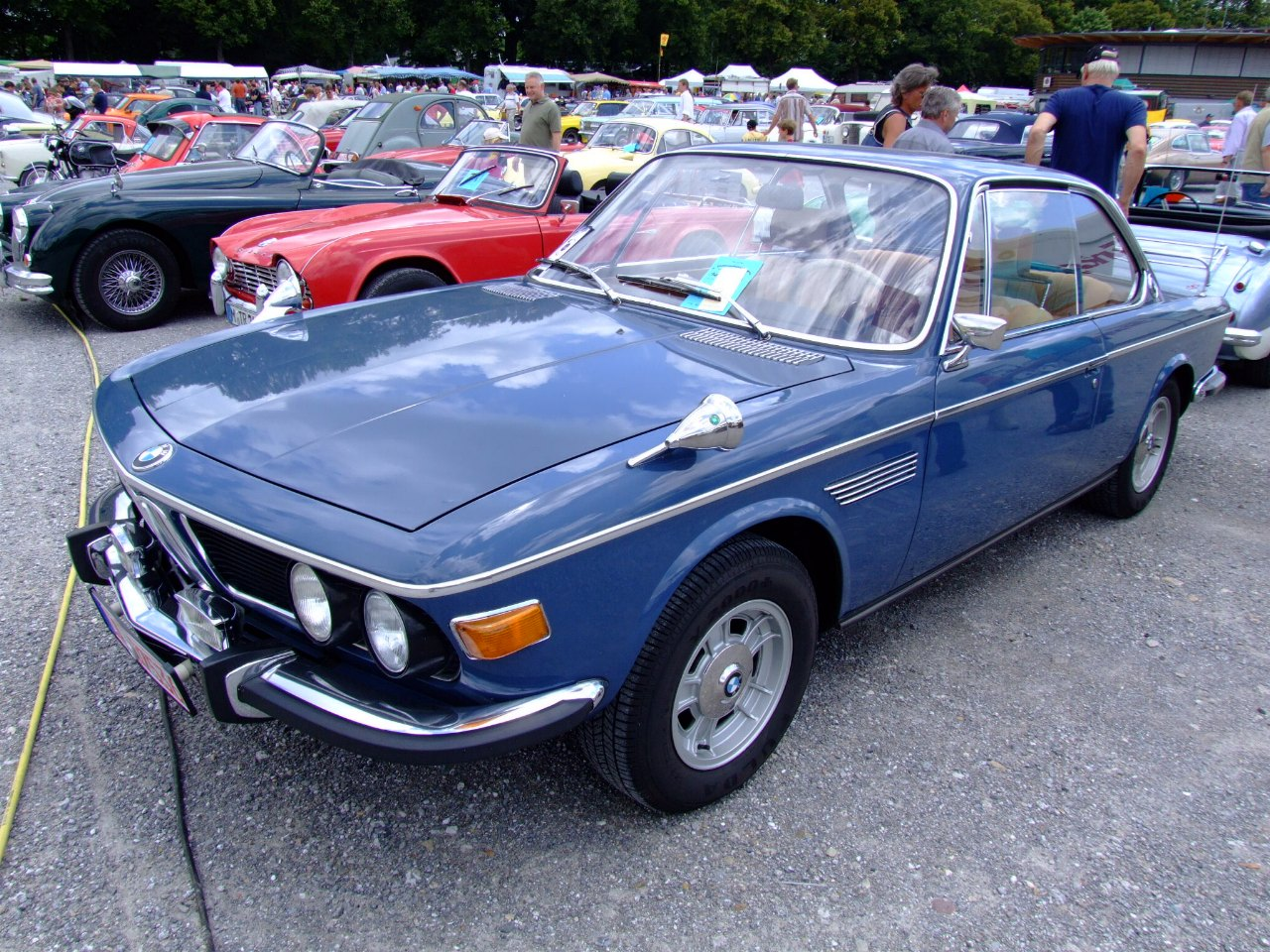
3.0CSi

BMW・E9は、ドイツ（当時は西ドイツ）の自動車メーカーBMWが1968年から1978年にかけて製造・販売していた2ドアクーペのコードネームである。

## 概要
1950年代末の経営危機から立ち直ったBMWは、ノイエクラッセと称された1500の上級版として1800や2000を投入、1965年のフランクフルトショーでは2ドア・クーペ・モデルの2000C、2000CSを発表するなど、より上級の市場に向けてバリエーションを拡大させた。その一方、より小型軽量な2ドアモデルの02シリーズを登場させ、高性能版「2002」を追加するなど、高級でスポーティーなイメージを確立しようとしていた。モータースポーツ界においても1800のスポーティーモデル「TI」や2002はツーリングカーレースで活躍し、BMWのスポーティーなイメージは高まった。

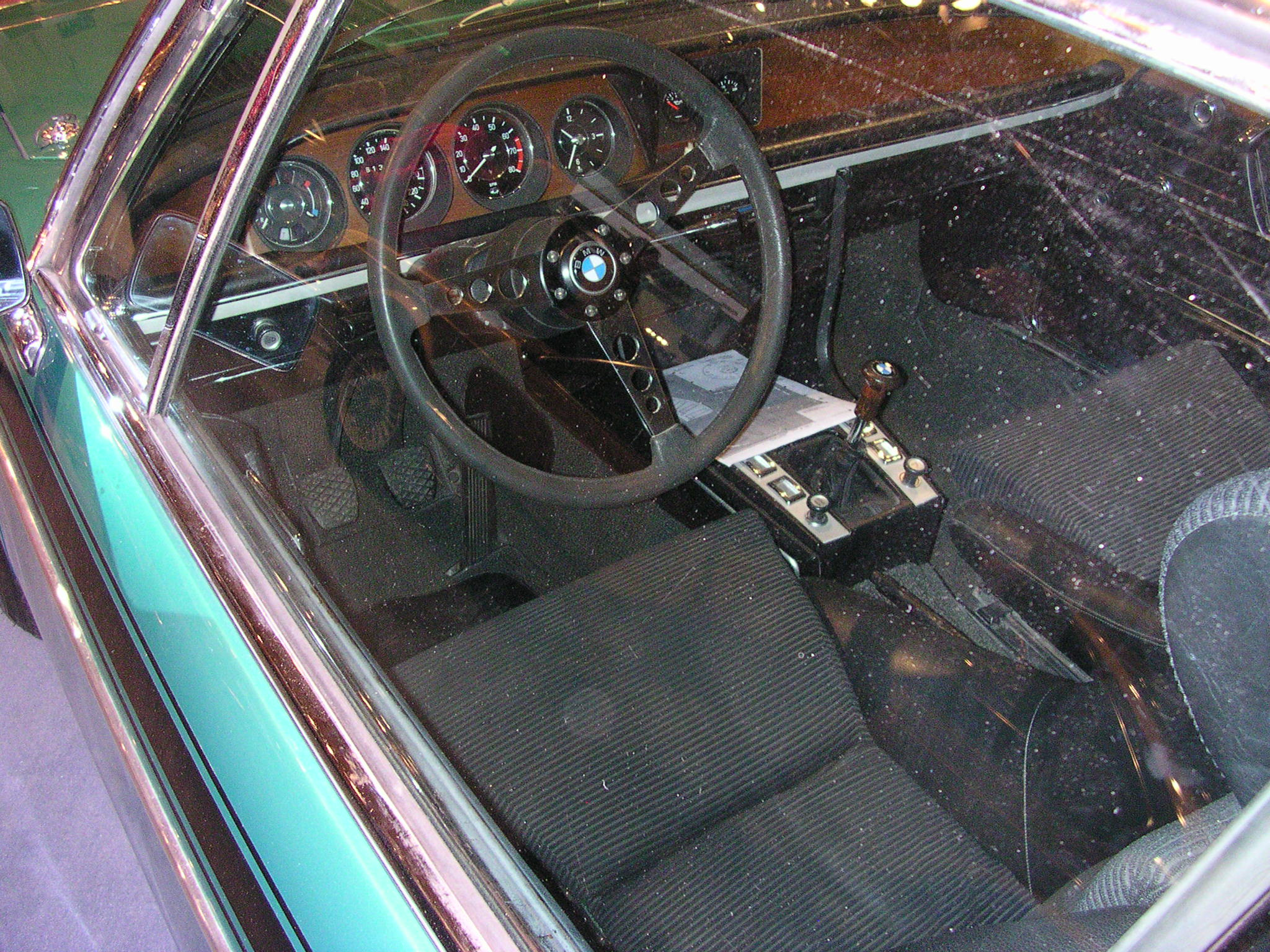
運転席

1967年には6気筒エンジンの2500/2800を搭載させた大型セダンをラインナップさせ、スムーズでパワフルないわゆる「ビッグシックス」エンジンの登場によって、高級車市場におけるメルセデス・ベンツのマーケットに足がかりを作った。これとともに、2000C/CS系のクーペボディにも大型の6気筒エンジンを搭載することでグラントゥーリズモの市場を開拓することとなった。また、6気筒エンジン搭載のクーペには、ヨーロッパツーリングカー選手権での活躍も期待された。

### 基本構成
基本的なボディデザインは、1965年登場の、ノイエクラッセと称されたBMW・1500/1600/1800/2000系の4ドア・モデルを2ドアのクーペにした2000C/CSを流用したものであるが、この際のクーペ化は1500系のデザイナーだったジョヴァンニ・ミケロッティではなく、ベルトーネのチーフデザイナー、マルチェロ・ガンディーニが担当している。好悪が分かれたフロント周辺のデザインは、1967年に登場していたセダン版の2500/2800と同一イメージの丸型4灯式に改められ、6気筒シリーズの一員であることを示していた。
6気筒化に当たり、エンジンルームに大型の直列6気筒エンジンを載せるために、オーバーハングを大きく取った形になっている。3,000ccのエンジンの燃料供給はツイン・キャブレターと燃料噴射装置の2つのタイプがあるが、同時期のBMW・2002シリーズとは違ってキャブレターはゼニス・ストロンバーグで、インジェクションはボッシュ製Dジェトロニックであった。

### 2800CS
1968年、先に大型4ドア・モデルBMW2800に採用されていたボア×ストローク：86.0×80.0mm、2,788ccの水冷直列6気筒、SOHCエンジンを搭載した2800CSが発表された。キャブレーションは35/40INATのゼニス・ストロンバーグ・キャブレター2基を装着し、9.0:1の圧縮比から最高出力170hp/6,000rpm、最高トルク23.6kg-m/3,700rpmを発揮させていた。
トランスミッションはフロアシフトの4速M/TとZF製の3速A/Tが用意されており、4速M/Tのギアレシオは低い方から3.850/2.080/1.375/1.000、3速A/Tでは2.560/1.520/1.000であった。 エンジン出力としては4ドア・モデルと同じではあったが、車体が軽い分、最高速は4速M/T車で206km/h、3速A/T車で200km/hに達した。
ボディーサイズは、搭載エンジンが4気筒から6気筒に変更されたため、フロントのオーバーハングが延長され、全長4,660mm×全幅1,670mm×全高1,370mmへと拡大されている。フロントマスクは2000C/2000CSの前衛的な一体型ヘッドランプではなく、大型4ドアモデルで採用されていた丸目4灯タイプになった。
これにともなって、車両重量は2000CSの1,200kgから1,370kgへと増加している。
サスペンションは、フロントにはマクファーソンス・トラット＋コイルスプリング、リアにはセミ・トレーリング・アーム＋コイルスプリングと同様であるが、標準で前後ともにスタビライザーが装着されている。ボディー重量の増加とエンジン出力の増大によってブレーキ自体も大型化されており、フロントにφ272mmのディスクブレーキを、リアにφ250mmのドラムブレーキを採用している。またステアリング機構はZF製のパワーアシスト付きウォーム・アンド・ローラー式となっている。M/T、A/Tをトータルして、総計9,399台が生産された。
当時はまだチューニングショップであったアルピナは、ETC（ユーロピアン・ツーリングカー・チャンピオンシップ）には「2800CS」で参戦しており、1970年のスパ・フランコルシャン24時間耐久レースでは優勝を果たしている。

### BMW3.0CS

#### CS・ツインキャブレータモデル
1971年、2800CSでビッグシックス・エンジンによるグラントゥーリズモを確立したBMWは、更なる動力性能を得るために、ボア×ストローク：89.0×80.0mmの2,985ccエンジンを載せ、BMW3.0CSとして発表した。
キャブレターは35/40INATのゼニス・ストロンバーグ・キャブレターを2基、圧縮比は9.0:1と2800CSと同様ではあるが、出力は180hp/6,000rpm、26.0kg-m/3,700rpmを発生させており、これも2800CSと同じギアレシオのトランスミッションを載せて、4速M/Tでは213km/hを、3速A/Tでは209km/hをマークしている。
車両重量は、M/Tで1,400kg、A/Tで1,420kgと増量している。シャシースペックとしては、フロント・ブレーキは変わっていないのだが、リア・ブレーキがドラムからインナードラム・タイプのパーキング・ブレーキが付いたディスク・ブレーキとなったことで、制動能力を向上させている。

#### CSi・インジェクションモデル
2,985ccのエンジンにゼニス・ストロンバーグのツインキャブレターを装備したエンジンだけでも充分な動力性能を誇っていたCSシリーズに、BMWは燃料噴射装置を組み込むことにした。これは、それ以前にBMW2002tiiに採用されていた機械式のクーゲルフィッシャー製ではなく、電子制御式のボッシュ製Dジェトロニックを採用している。
これと同時にエンジンの圧縮比を9.5:1に変更、210hp/6,000rpm、27.2kg-m/3,500rpmというエンジン出力を得ている。ギアボックスは、ツインキャブレター版と同じ4速M/Tの他に5速M/Tが用意されており、そのギアレシオは低い方から3.764/2.020/1.424/1.252/1.000となっている。もちろん最高速も220km/hへとより向上されている。この車の性格上、3速A/Tは設定されなかった。

#### CSL・軽量化モデル

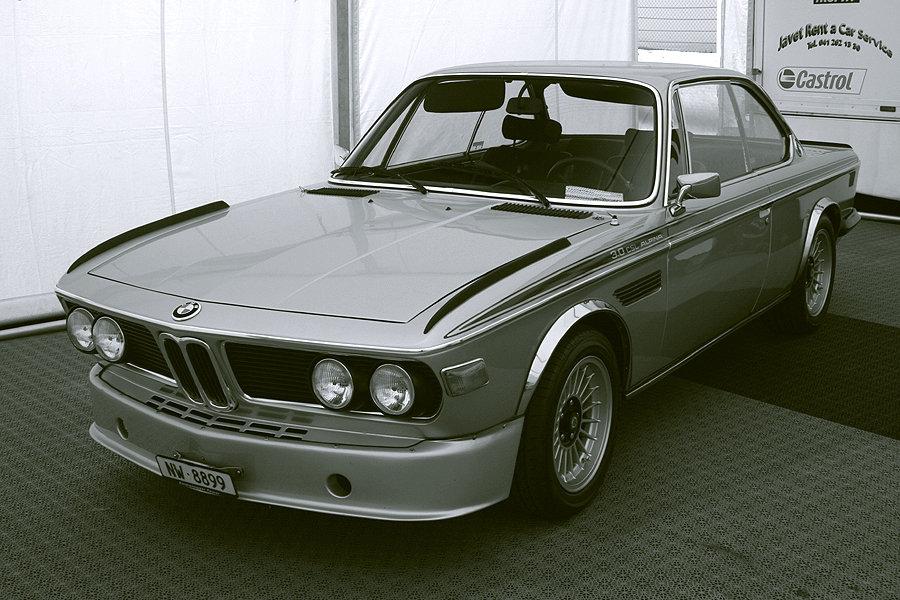
3.0CSL

2002でツーリングカー選手権の好戦績を残してきたBMWは、ビッグシックス・エンジンでの参戦を決定したが、2002シリーズから比べると大幅に増大した車両重量は如何ともしがたかった。そこで車両各部を軽量化したモデルを市販モデルとして投入し、ホモロゲーションを取得することにした。
左右のドアをアルミ製に、リアウインドウをアクリル製にし、パワーウィンドウモーターを廃すことで、ノーマルバージョンの1,400kgから200kgも減量することを成功させている。モデル名の「L」は、ドイツ語で、Leicht＝軽量の意味を示している。
1971年に発売されたファーストバージョンでは、ノーマルバージョンのツインキャブレータエンジンと4速M/Tのギアボックスを載せて、最高速215km/hをマークしていた。
1972年には、早くもセカンドバージョンが発売されている。エンジンはノーマルバージョンに対して、ボア×ストロークを89.25mm×80.0mm、排気量を3,003ccとし、ボッシュ製Dジェトロニックを装備し、200hp/5,500rpm、27.7kg-m/4,300rpmにチューンナップしている。
外装にも、大型のフロントスポイラーとリアスポイラーを装着させ、ボンネット上には整流版が取り付けられていた。
これにより、最高速は220km/hと5km/hアップしている。このモデルは、純粋にレース用ホモロゲーション取得のためのモデルで、このクルマをベースにレース用車両が製作され、各レースにて活躍を見せ、1972年のスパ・フランコルシャン24時間耐久レースでは優勝を果たしている。

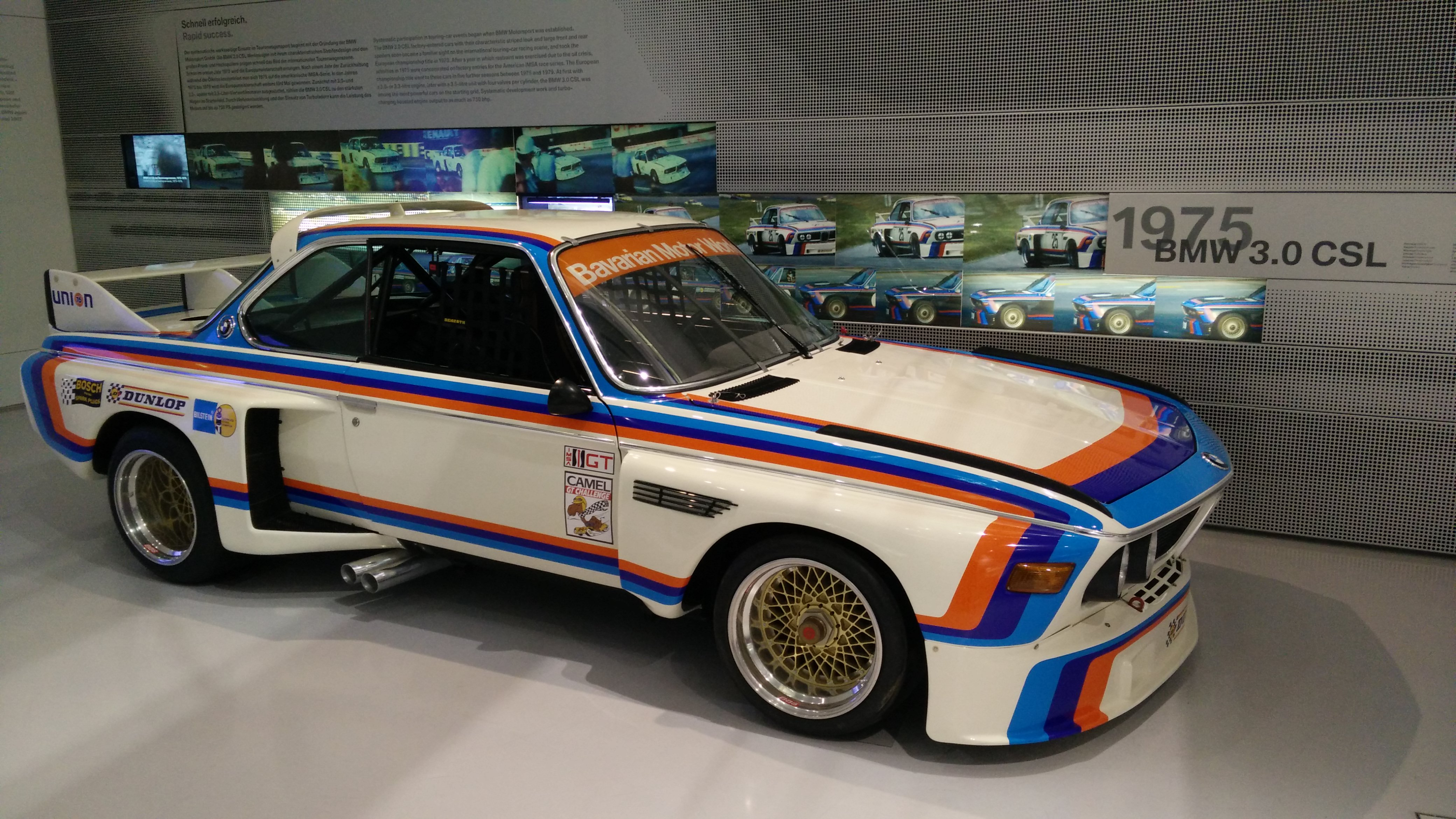
BMW 3.0 CSL (Group 2)

1973年にはセカンドバージョンをスープアップしたサードバージョン・モデルが発売されている。
エンジンのボアはそのままに、ストロークを84.0mmとし、排気量を3,153ccとすることで、206hp/5,600rpm、29.2kg-m/4,200rpmの最高出力とトルクを得ている。
外装としては、セカンドバージョンの大型リアスポイラーは廃されて、FRP製のフロントエアダムとステンレス製リアオーバーフェンダー、トランクリッド上のリアスポイラーを装備しているだけである。
最高出力、トルクは増加したが、最高速等はセカンドバージョンと同じであった。
レース用ホモロゲーション取得という性格上、総生産台数は1,039台と少数の生産であった。

#### 2.5CS(廉価版)
1973年に起こった第一次オイルショックを機に、BMWは一気に新設計のモデルを投入していった。ノイエクラッセシリーズでも、4ドアセダンがE12・5シリーズへ、2002シリーズがE21・3シリーズへとチェンジして行く中で、CSシリーズも次世代クーペのE24・6シリーズへとチェンジされることになった。
そんな中でもCSシリーズへの賞賛の声は鳴り止まず、高価な6シリーズに対して廉価版という位置づけでビッグシックスのボア×ストロークをスケールダウンさせて生産・販売されることになった。
ボア×ストロークを86.0×71.6mmとストロークダウンさせて、排気量を2,494ccとしている。圧縮比は9.0:1と同じだが、32/40INATのゼニス・ストロンバーグ・キャブレターを2基として、最高出力は150hp/6,000rpm、最高トルク21.5kg-m/3,700rpmとしたエンジンを載せていた。

## 3.0 CSL Hommage

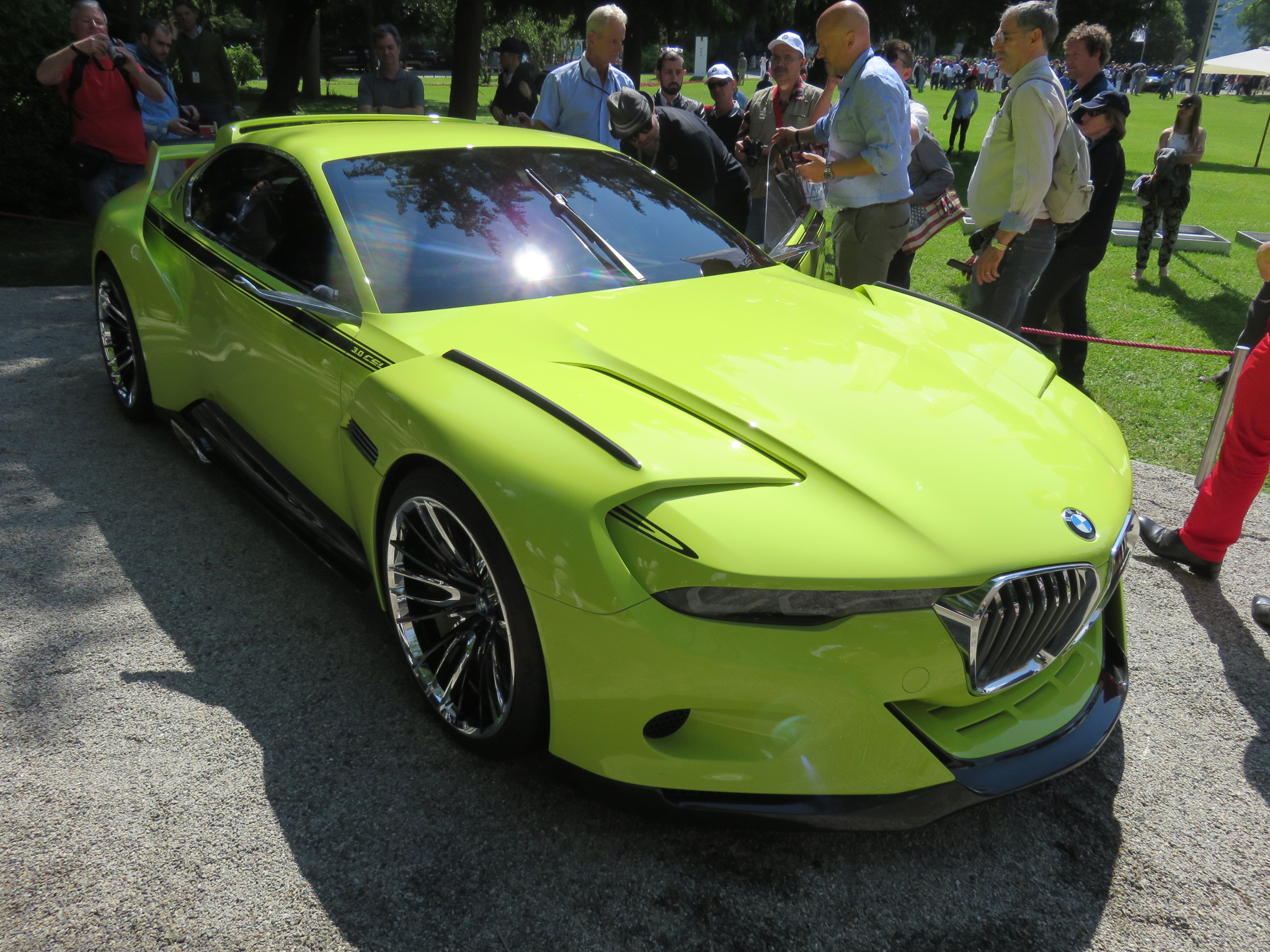
3.0 CSL Hommage

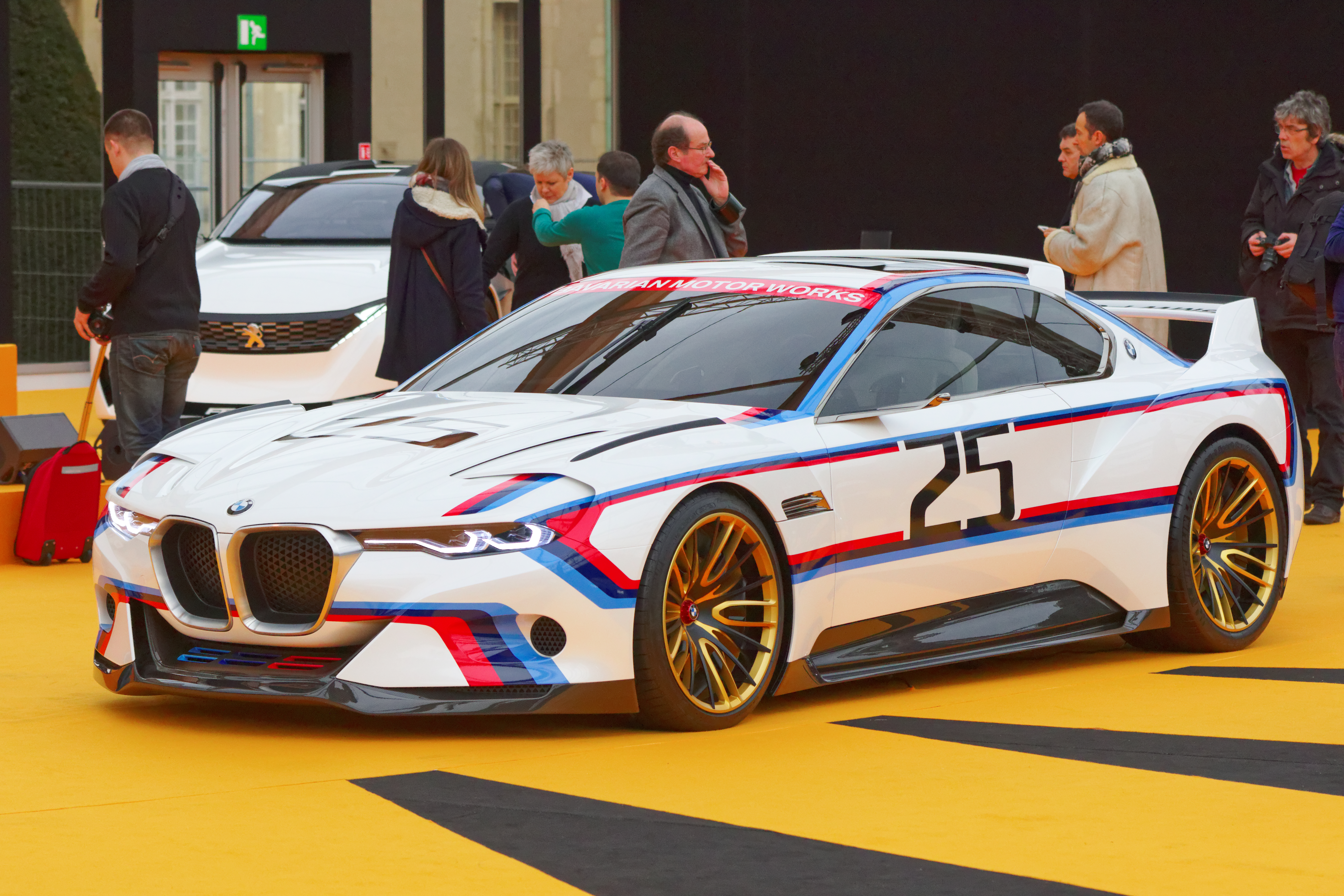
3.0 CSL Hommage R

2015年、イタリアで開催されたクラシックカーの祭典であるコンコルソ・デレガンツァ・ヴィラ・デステで発表されたコンセプトカー。3.0 CSLを「オマージュ（Hommage）」しており、先代がアルミニウムで軽量化を図ったようにオマージュでは炭素繊維強化プラスチック（CFRP、カーボン）を多用することで軽量化を実現している。直列6気筒エンジンとハイブリッドシステム「eBoost」を搭載しているが、それ以外は公表されていない。
また、オマージュのレーシングカーバージョンとして「BMW 3.0 CSL Hommage R」も発表されている。